# 2909 Hoshi-no-ie
2909 Hoshi-no-ie là một tiểu hành tinh vành đai chính với chu kỳ quỹ đạo là 1915.6794532 ngày (5.24 năm).
Nó được phát hiện ngày 9 tháng 5 năm 1983.